# Daïra d'Aïn Azel
La daïra d'Aïn Azel est une circonscription administrative algérienne située dans la wilaya de Sétif. Son chef-lieu est situé sur la commune éponyme d'Aïn Azel.
La daïra regroupe les quatre communes de Aïn Azel, Aïn Lahdjar, Bir Haddada et Beidha Bordj.